# Lescure : tôt ou tard
 (septembre 2012).
Si vous disposez d'ouvrages ou d'articles de référence ou si vous connaissez des sites web de qualité traitant du thème abordé ici, merci de compléter l'article en donnant les références utiles à sa vérifiabilité et en les liant à la section « Notes et références ».
Pour les articles homonymes, voir Lescure.
Lescure : tôt ou tard est une émission de télévision animée par Pierre Lescure et diffusée sur Paris Première à partir du 7 novembre 2010.

## L'émission
Dans une mise en scène qui rappellent les émissions de David Letterman ou Jay Leno, Pierre Lescure reçoit chaque semaine deux personnalités qu'il soumet à divers questionnaires et interviews. Lescure : tôt ou tard propose aussi des sketches et happenings rédigés et préparés spécialement pour l'invité, ainsi qu'une revue de presse. Enfin, l'émission se termine avec un live musical. 
À noter qu'un DJ résident s'occupe de l'habillage sonore de l'émission : DJ Zebra.
D'abord diffusé le dimanche aux alentours de 19h00, l'émission est par la suite programmée le samedi, et diffusée dans la continuité de Ça balance à Paris.